# Sedlo Zámostskej hole

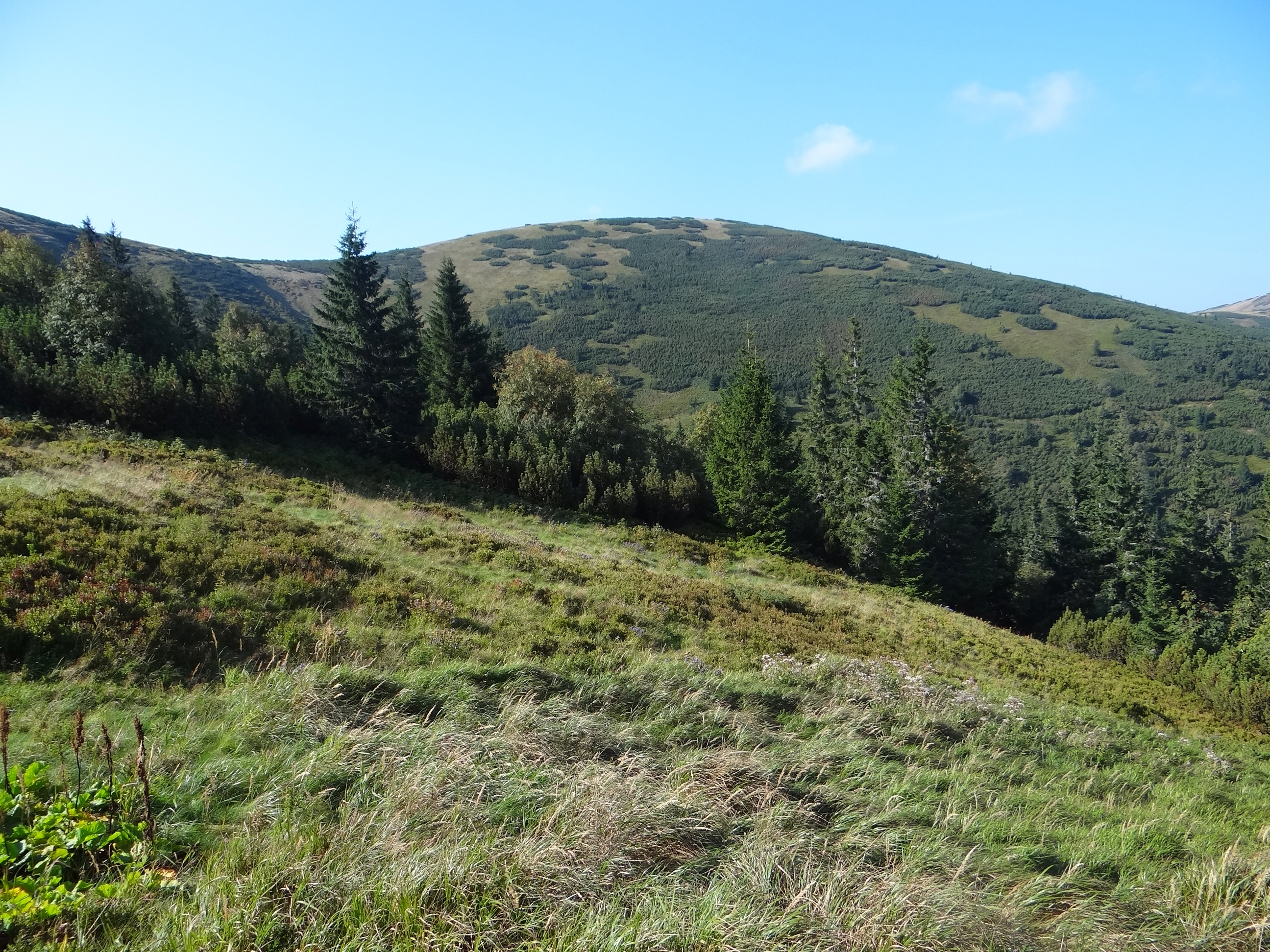
Widok od północnej strony na szczyt i przełęcz Zamostkiej Hali

Sedlo Zámostskej hole (pol. Siodło Hali Zamostkiej, ok. 1605 m) – przełęcz w Niżnych Tatrach na Słowacji. Znajduje się w zachodniej części Niżnych Tatr, w ich głównym grzbiecie, pomiędzy wzniesieniami Magurka (1650 m) i Zámostská hoľa (1612 m). Stoki północno-zachodnie opadają do Doliny Lupczańskiej i wcina się w nie dolinka potoku będącego dopływem Ľupčianki, stoki południowe opadają do Doliny Jaseniańskiej (Jasenianská dolina).

## Opis przełęczy
Jest to szeroka i płytka przełęcz uformowana w granitach jądrowej części Niżnych Tatr. Cały jej rejon jest trawiasty. Dawniej istniała tutaj pasterska hala o nazwie Zámostska hoľa. Od nazwy tej hali utworzono nazwę szczytu i nazwę przełęczy. Od 1978 r. są to tereny Parku Narodowego Niżne Tatry. Na przełęczy zamontowano granitową tablicę upamiętniającą zrzuconych w tej okolicy między 5 a 9 październikiem 1944 r. na spadochronach partyzantów radzieckich.
Stoki przełęczy porasta roślinność halna. Dzięki dużej wysokości i trawiastym obszarom rozciąga się stąd szeroka, dookólna panorama widokowa.

## Turystyka

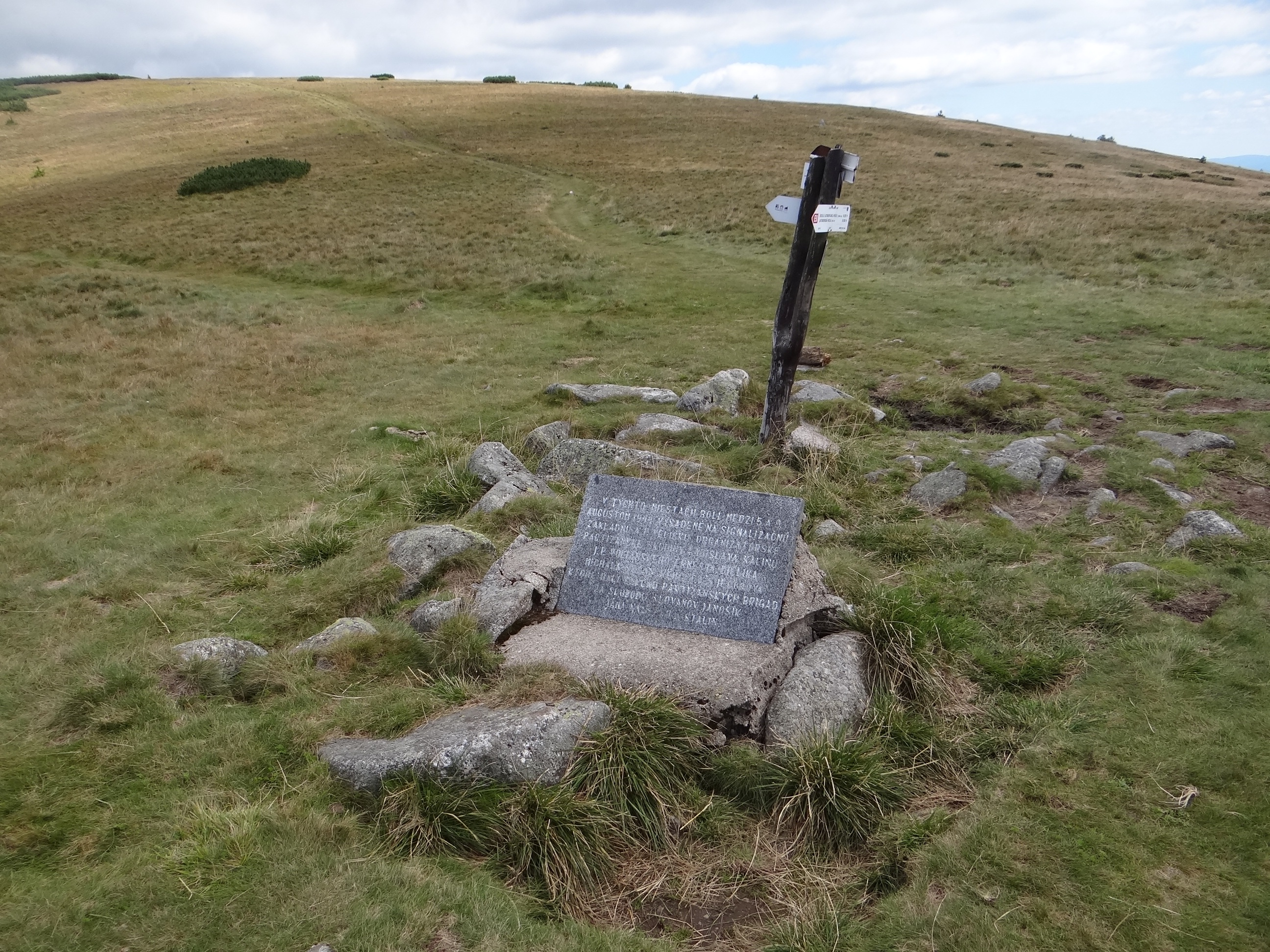
Pamiątkowa tablica na przełęczy

Przez szczyt, głównym grzbietem Niżnych Tatr, biegnie czerwono znakowany, dalekobieżny szlak turystyczny, zwany Szlakiem Bohaterów Słowackiego Powstania Narodowego. Na przełęczy Sedlo Zámostskej hole krzyżuje się z nim żółty szlak turystyczny łączący doliny na obydwu stokach przełęczy:
  odcinek: Hiadeľské sedlo – Prašivá – Malá Chochuľa – Veľká Chochuľa – Košarisko – Skalka – sedlo pod Skalkou – Veľká hoľa – Latiborská hoľa – sedlo Latiborskej hole – Zámostská hoľa. Odległość 15,3 km, suma podejść 1065 m, czas przejścia 5.15 h, ↓ 4.40 h
  odcinek: Zámostská hoľa – Sedlo Zámostskej hole – Ďurková – Malý Chabenec – Chabenec – Kotliská – Krížske sedlo – Poľana – sedlo Poľany – Deresze – Chopok. Odległość 5,8 km, suma podejść 525 m, czas przejścia 2.25 h, ↓ 1.15 h
  Jasenianská Kyslá – Bauková – Sedlo Zámostskej hole – Magurka (osada miejscowości Partizánska Ľupča):
odcinek Kysla – Bauková – Sedlo Zámostskej hole. Czas przejścia: 2.50 h, 2.05 h
odcinek Magurka – Sedlo Zámostskej hole. Czas przejścia: 1.40 h, 1 h